# Oliver Lampe
Oliver Lampe (Hannover, Alemania, 9 de abril de 1974) es un nadador alemán retirado especializado en pruebas de estilo libre media distancia, donde consiguió ser medallista de bronce mundial en 1994 en los 4x200 metros estilo libre.

## Carrera deportiva
En el Campeonato Mundial de Natación de 1994 celebrado en Roma, ganó la medalla de bronce en los relevos de 4x200 metros estilo libre, con un tiempo de 7:19.10 segundos, tras Suecia (oro con 7:17.14 segundos) y Rusia (plata con 7:18.13 segundos).